# Мохтикигол
Мохтикигол (устар. Мохтик-Игол) — река в России, протекает по Каргасокскому району Томской области. Устье реки находится в 214 км по левому берегу реки Косец. Длина реки составляет 15 км.

## Данные водного реестра
По данным государственного водного реестра России относится к Верхнеобскому бассейновому округу, водохозяйственный участок реки — Обь от впадения реки Васюган до впадения реки Вах, речной подбассейн реки — Васюган. Речной бассейн реки — (Верхняя) Обь до впадения Иртыша.